# عفلق (اسم)
عفلق هو اسم علم مذكر من أصل عربي، ومعناه هو الرجل الضخم المسترخي اللحم.

## وصلات خارجية
- موسوعة السلطان قابوس لأسماء العرب نسخة محفوظة 5 أبريل 2019 على موقع واي باك مشين.